# Ptochophyle vitrata
Ptochophyle vitrata är en fjärilsart som beskrevs av Claude Herbulot 1965. Ptochophyle vitrata ingår i släktet Ptochophyle och familjen mätare. Inga underarter finns listade.